# ستراتون (فلم)
ستراتون (بالإنجليزية: stratton) هو فيلم بريطاني تم إنتاجه سنة 2017 من نوع حركة وإثارة، من إخراج سايمون ويست وبطولة دومينيك كوبر الذي لعب دور جون ستراتون، إلى جانب كل من أوستن ستويل، جيما شان، تايلر هوكلن وتوم فيلتون. الفيلم مستوحى من سلسلة روايات تحمل نفس الاسم للكاتب دونكان فالكونر، وقد صدر لأول مرة بتاريخ 1 سبتمبر 2017 في المملكة المتحدة، أما عالميا فقد صدر في 5 يناير 2018.

## الحبكة
جندي بريطاني من القوات البحرية الخاصة (SBS) يقتفي أثر منظمة إرهابية عالمية، في محاولته لتفكيكها وإلقاء القبض على أعضائها.

## الطاقم
- دومينيك كوبر في دور جون ستراتون: عميل الإس بي إس (SBS).
- أوستن ستويل في دور هانك.
- جيما شان في دور أجي.
- تايلر هوكلن في دور مارتي.
- توم فيلتون في دور كومينغس.
- توماس كريتشمان في دور غريغوري باروفسكي.
- أولغار فيدورو في دور سيرجي.
- ديريك جاكوبي في دور روس.
- كوني نلسون في دور سومنر.
- جاك فيربرذر في دور سبينكس.

## وصلات خارجية
- مقالات تستعمل روابط فنية بلا صلة مع ويكي بيانات